# تاریخچه باشگاه فوتبال منچستر یونایتد (۱۹۶۹–۱۹۴۵)

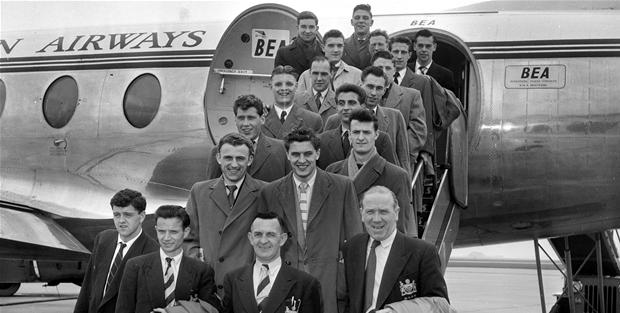
«بچه‌های بازبی» در دانمارک (۱۹۵۵)

در اکتبر ۱۹۴۵، پس از از سرگیری دوبارهٔ مسابقات فوتبال بعد از جنگ جهانی دوم، مت بازبی با قراردادی ۵ ساله به منچستر یونایتد پیوست. او زود کارش را با جذب پنج بازیکن شروع کرد. بازبی در سال‌های ۱۹۴۷، ۱۹۴۸ و ۱۹۴۹ با تیم نایب قهرمان لیگ دسته اول شد و در سال ۱۹۴۸ نیز قهرمان جام حذفی انگلیس شد. در سال ۱۹۵۲، باشگاه پس از ۴۱ سال قهرمان لیگ دسته اول شد. با میانگین سنی ۲۲ سال، تیم سر مت بازبی در آن سال‌ها توسط رسانه‌ها «بچه‌های بازبی» (به انگلیسی: Busby Babes) خوانده می‌شد. در سال ۱۹۵۷، منچستر یونایتد به عنوان اولین تیم انگلیسی به لیگ قهرمانان اروپا راه یافت. آن‌ها در این مسابقات، در نیمه‌نهایی بازی را به رئال مادرید واگذار کردند و حذف شدند. در همان مسابقات، منچستر یونایتد با نتیجه ۱۰ بر صفر باشگاه بلژیکی اندرلشت را شکست داد. این پیروزی، به عنوان پرگل‌ترین بُرد منچستر یونایتد در تاریخ این باشگاه محسوب می‌شود.
در سال بعد و در همین مسابقات، در راه برگشت به خانه پس از برد مقابل ستاره سرخ بلگراد، هواپیمایی که بازیکنان منچستر یونایتد، تعدادی خبرنگار و مقامات باشگاه را به انگلیس انتقال می‌داد، در حالی که در مونیخ آلمان سوخت‌گیری کرده بود، پس از بلند شدن، سقوط کرد. فاجعه هوایی مونیخ در ۶ فوریه ۱۹۵۸ رخ داد و جان ۲۳ نفر را گرفت، از جمله ۸ تن از بهترین بازیکنان منچستر یونایتد:جئوف بنت، راجر بایرن، ادی کولمن، دانکن ادواردز، مارک جونز، دیوید پگ، تامی تیلور و بیلی ولان بازیکنانی بودند که در این حادثه جان باختند و دیگر بازیکنان در این حادثه به شدت مجروح شدند.

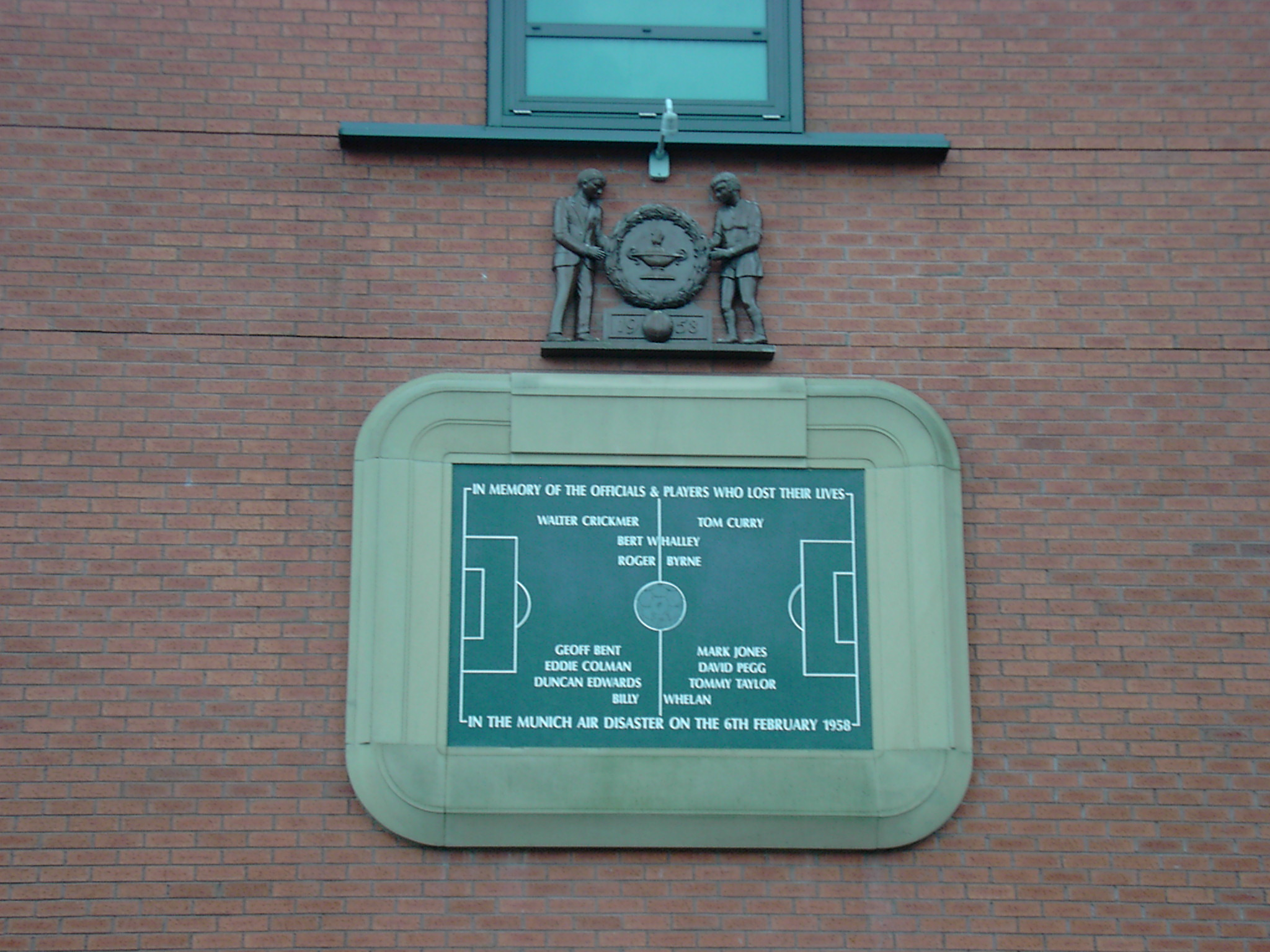
نشانی که به افتخار کشته‌شدگان فاجعه هوایی مونیخ در الدترافورد نصب شده‌است

مت بازبی در این حادثه مجروح شد و در دوران درمانش، جیمی مورفی هدایت تیم را بر عهده گرفت. در آن سال آن‌ها به فینال جام حذفی رسیدند، اما در مقابل بولتون واندررز مغلوب شدند. با به رسمیت شناختن این فاجعه، یوفا از باشگاه دعوت کرد تا در فصل ۵۹–۱۹۵۸ لیگ قهرمانان اروپا در کنار ولورهمپتون شرکت کند. با وجود تصویب اتحادیه فوتبال انگلیس، سازمان لیگ تشخیص داد به علت این که منچستر یونایتد به این مسابقات راه پیدا نکرده‌است، نمی‌تواند در آن شرکت کند. بازبی با خریدن بازیکنانی همچون دنیس لا و پت کرراند تیم دههٔ ۶۰ منچستر یونایتد را دوباره ساخت. این تیم همراه با بازیکنانی همچون جرج بست در سال ۱۹۶۳ در جام حذفی قهرمان شد.
در فصل بعدی در لیگ نایب قهرمان شدند و در سال ۱۹۶۵ و ۱۹۶۷ توانستند در لیگ به مقام قهرمانی برسند. در سال ۱۹۶۸، منچستر یونایتد در فینال لیگ قهرمانان اروپا با نتیجهٔ ۴ بر ۱ تیم بنفیکا را شکست داد و به عنوان اولین تیم انگلیسی، در لیگ قهرمانان اروپا، قهرمان شد. در آن تیم، بازیکنانی همچون بابی چارلتون (برنده توپ طلای اروپا)، دنیس لا و جرج بست حضور داشتند. مت بازبی در سال ۱۹۶۹ از سِمَت خود استعفا داد و ویلف مک‌گینس، بازیکن سابق منچستر یونایتد، جانشین وی شد.